# Augustinisme
L'augustinisme est l'ensemble des thèses philosophiques et théologiques inspirées par la pensée d'Augustin d'Hippone.  
L'augustinisme inclut des questions sur la nécessité de la grâce pour le salut, la conciliation entre foi et raison, la connaissance naturelle de Dieu, le problème du mal. 
Les débats suscités par l'interprétation de l'augustinisme ont largement contribué aux conceptions modernes de la liberté et de la nature humaine.

## Doctrines de l’augustinisme
Pierre Mandonnet définit l'augustinisme par « l'absence d'une distinction formelle entre le domaine de la philosophie et de la théologie, c'est-à-dire entre l'ordre des vérités rationnelles et celui des vérités révélées ». 
Étienne Gilson a écrit que « entre deux solutions également possibles d'un même problème, une doctrine augustinienne inclinera spontanément vers celle qui accorde moins à la nature et plus à Dieu. » Augustin préfère Platon à Aristote et accorde généralement une forme de prééminence au « bien » sur le « vrai ». 

### L’augustinisme théologique
La Réforme protestante historique est imprégnée d'augustinisme : Martin Luther est un moine augustin et Jean Calvin considérait Augustin d'Hippone comme "un des nôtres"[réf. souhaitée]. Par la suite, le jansénisme constituera un autre mouvement augustinien[réf. souhaitée] et notamment Blaise Pascal. Enfin, dans son livre De la religion, Arthur Schopenhauer identifiera l'augustinisme au véritable christianisme[réf. souhaitée] et valorisera la Réforme historique.

### L’augustinisme politique
La notion d'augustinisme politique a été proposée par Henri-Xavier Arquillière en 1934. Appliqué au domaine politique, l'augustinisme est, selon Arquillière, une « tendance à absorber le droit naturel dans la justice surnaturelle, le droit de l'État dans celui de l'Église », une « tendance à absorber le droit naturel de l'État dans la justice surnaturelle et le droit ecclésiastique. » Cela, selon Arquillière, ne correspond pas à la vraie doctrine augustinienne, mais en est une déformation postérieure.
Henri de Lubac s’est élevé contre la pertinence de la notion d’augustinisme politique, estimant qu’il y avait place chez Augustin pour une justice naturelle autonome, la justice surnaturelle étant essentiellement d’ordre spirituel ; il contestait l’idée qu’il y ait chez Augustin une théologie politique fondant la théocratie et que les théoriciens médiévaux de la théocratie pontificale aient été spécialement augustiniens. Effectivement, la Cité de Dieu vue par Augustin n'est pas à confondre avec l'Église hic et nunc et ne justifie pas l'absorption du pouvoir temporel par le pouvoir spirituel.

## Histoire

### L'augustinisme au Moyen Âge
Au XIIe siècle, l'augustinisme est la doctrine générale pour les scolastiques ; jusqu'à l'introduction d'Aristote en Occident, c'est le "tronc commun" de l'enseignement philosophique et, partant, théologique. 
Parmi les représentants de l'augustinisme médiéval, on peut citer : 
- Roland de Crémone (1178-1259), dominicain,
- Robert Kilwardby (1200-1279), dominicain,
- Alexandre de Hales (1180-1245), franciscain,
- Jean de la Rochelle (1200-1245), franciscain,

Le principal d'entre eux est saint Bonaventure (1217-1274). 
Tout en donnant un important développement et une synthèse nouvelle à la pensée scolastique, saint Thomas d'Aquin reprend très largement l'héritage augustinien. Il en livre cependant son interprétation, insistant plus qu'Augustin lui-même sur la liberté de l'homme dans la conquête de son propre salut, tout en préservant la référence Augustinienne à un salut d'abord lié à la seule grâce de Dieu.

### L'augustinisme à l'époque moderne

#### Le protestantisme
Saint Augustin inspire fortement la pensée des Réformateurs protestants. Pour Luther et Calvin, qui soulignent la toute-puissance, absolue et irrésistible de Dieu, la liberté de l'homme n'a pas de place dans l'histoire du salut. La justification ne dépend pas des œuvres mais de la seule foi. Calvin élabore une doctrine très précise de la prédestination, qui durcit les positions augustiniennes du sola gratia, le salut par la seule grâce de Dieu.

#### Le jansénisme
Certaines thèses anthropologiques et théologiques de saint Augustin (profonde corruption de l'homme à la suite du péché originel ; nécessité de la grâce pour le salut) seront reprises, durcies, par Jansénius. Cette influence marquera les XVIIe et XVIIIe siècles.
Pour Jansenius, la grâce ne peut être obtenue ni par la conduite vertueuse, ni même par la prière et les sacrements ; même les justes, pour accomplir les commandements, ont besoin de la grâce efficace, octroyée par la seule miséricorde de Dieu. La rigueur janséniste attire Pascal et imprègne le théâtre de Racine, marqué par son pessimisme.